# هیپوکلسی‌اوری
هیپوکلسی‌اوری (انگلیسی: Hypocalciuria) به معنی سطح پایین کلسیم در ادرار است. این یک عامل خطر مهم برای پیش‌بینی اکلامپسی در بارداری است. شایع‌ترین علل هیپوکلسی‌اوری، دیورتیک‌های تیازیدی یا کاهش مصرف کلسیم در رژیم غذایی است. علت دیگر هیپرکلسمی هیپوکلسی‌اوری خانوادگی (FHH) است. سدیم کم رژیم غذایی باعث هیپوکلسی‌اوری می شود. همچنین در بیماران مبتلا به سندرم گیتلمن شایع است.